# Irwin Kostal
Irwin Kostal (ur. 1 października 1911 w Chicago, zm. 23 listopada 1994 w Los Angeles) – amerykański kompozytor muzyki filmowej pochodzenia czesko-żydowskiego. Twórca muzyki do licznych musicali zarówno filmowych, jak i broadwayowskich.
Dwukrotny laureat Oscara za najlepszą muzykę do filmów w reżyserii Roberta Wise’a: West Side Story (1961) i Dźwięki muzyki (1965). Był nominowany do tej nagrody również za musicale Mary Poppins (1964), Gałki od łóżka i kije od miotły (1971) oraz Pete’s Dragon (1977).